# Vincetoxicum canescens
Vincetoxicum canescens är en oleanderväxtart. Vincetoxicum canescens ingår i släktet tulkörter, och familjen oleanderväxter.

## Underarter
Arten delas in i följande underarter:
- V. c. canescens
- V. c. pedunculatum